# Miguel de Salvá y de Vallgornera
Miguel de Salvà y de Vallgornera (Barcelona?, 1610 – Madrid, 1 de febrero de 1683) fue un noble español, señor (y después marqués) de Vilanant y del castillo de Santiga, y caballero de la Orden de Santiago. Ejerció diversos cargos al servicio de la Corona, como consejero y diplomático. 
Se le recuerda por su participación en la delimitación de la frontera entre España y Francia que se firmó en el Tratado de los Pirineos (1659), y por ser el negociador español en la firma del Tratado de Llivia (1660).

## Biografía
Hijo de Miguel de Salvà y de Vallseca (†1627), regente de la Cancillería real aragonesa y del Consejo de Aragón, y de su segunda esposa Melciora de Vallgornera y de Llupià, señora de Vilanant.
Al finalizar la Sublevación de Cataluña (1640), mostró fidelidad al rey Felipe IV, quien le recompensó con varios cargos. Sin embargo, a diferencia de su padre, él no era jurista y tuvo que conformarse con los cargos que no exigían tal condición.
Fue regente de la tesorería de la Diputación del General de Cataluña (1645), lugarteniente del Maestre racional (1659), segundo consejero de capa y espada catalán -consejero no letrado, en los tribunales reales- (1660), Virrey del Reino de Mallorca (1667-1671), consejero del rey y regente del Consejo de Aragón.
En febrero de 1659 fue nombrado miembro de la comisión real (integrada por él y por el jurista José Romey y Ferrer) encargada de fijar los límites fronterizos entre Francia y España, establecidos por el Tratado de los Pirineos. En 1660 negoció, en Llivia, con Giacinto Serroni, obispo de Orange y delegado francés, y con él firmó los acuerdos finales conocidos como Tratado de Llivia. Durante estas negociaciones, consiguió mantener el municipio de Llivia para España, con el argumento de que no era un pueblo, sino una villa.
En 1682, el rey Carlos II le otorgó el Marquesado de Vilanant para él y sus descendientes, creado sobre el señorío que heredó de su madre.
Falleció en Madrid, el 1 de febrero de 1683, siendo miembro del Consejo del Rey y Regente del Consejo de Aragón.
Casó con Jerónima de Ponts y de Rajadell, hija de Miguel de Ponts, y de Jerónima de Rajadell, y posteriormente, en segundas nupcias, con Eulalia de Erill. De su primer matrimonio nació su única hija y heredera universal: Caterina de Salvá y Ponts (†1692), casada con Agustín Bernardo Pont López de Mendoza,  II conde de Robres.

## Obras
- Discurso geográfico, histórico y jurídico sobre la división y límites de las Españas y de las Galias por la parte del Principado de Cataluña y la Provincia de Oc, en ejecución del artículo 42 del Tratado de Paz entre ambas Coronas del año 1659. (Réplica a Pedro de Marca).